# Fauna de Estonia

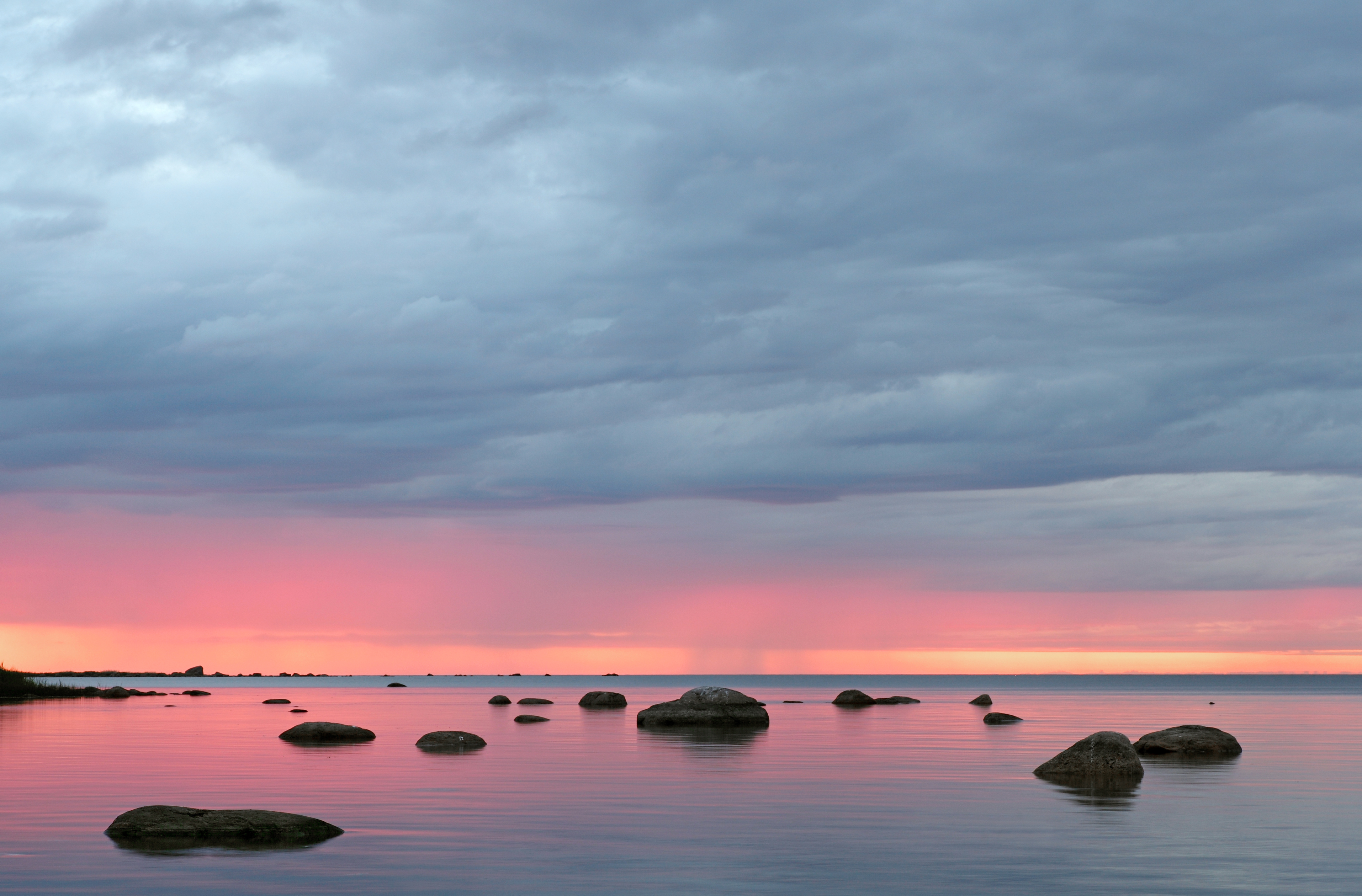
Parque nacional de Lahemaa

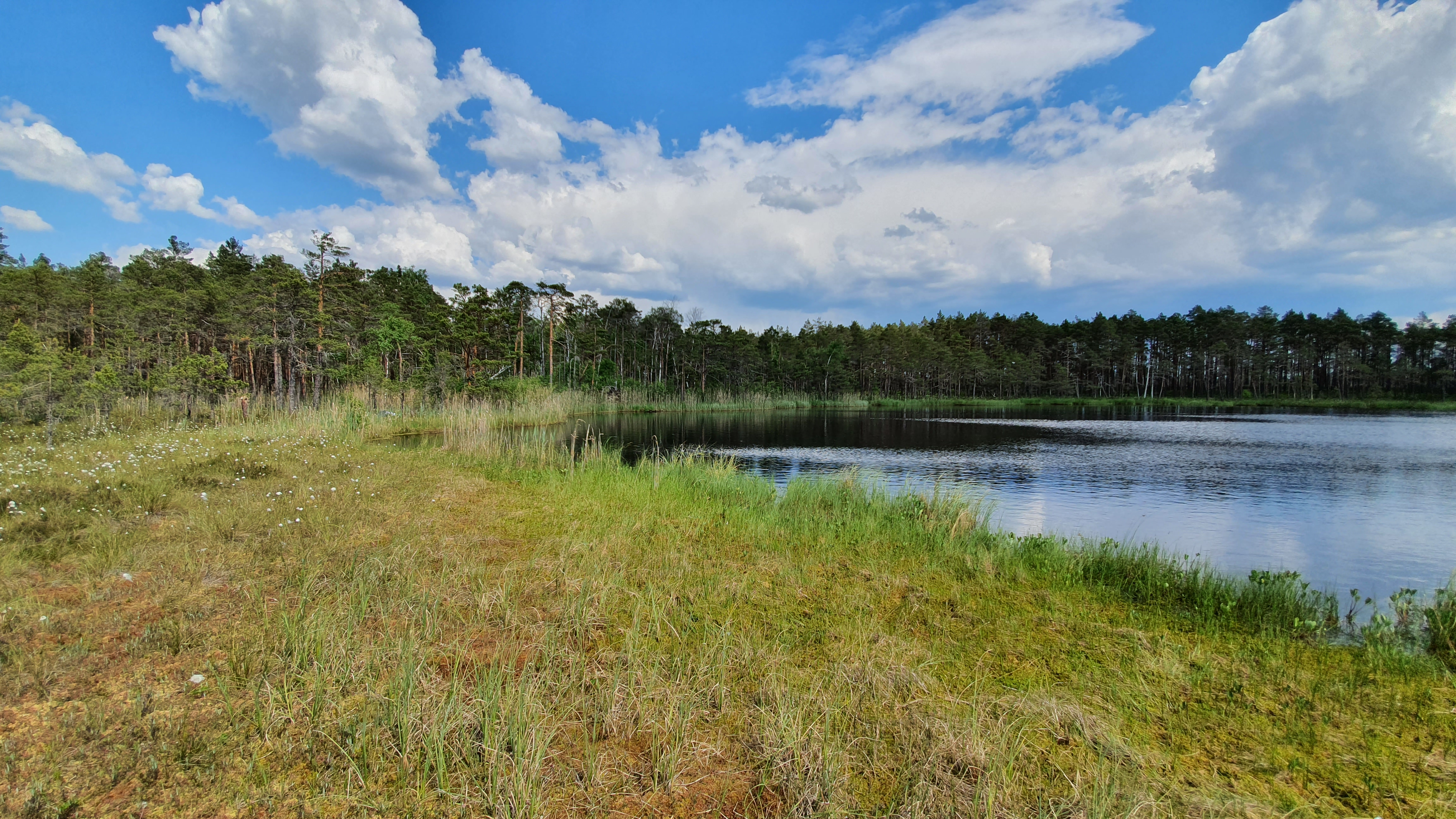
Parque nacional de Soomaa

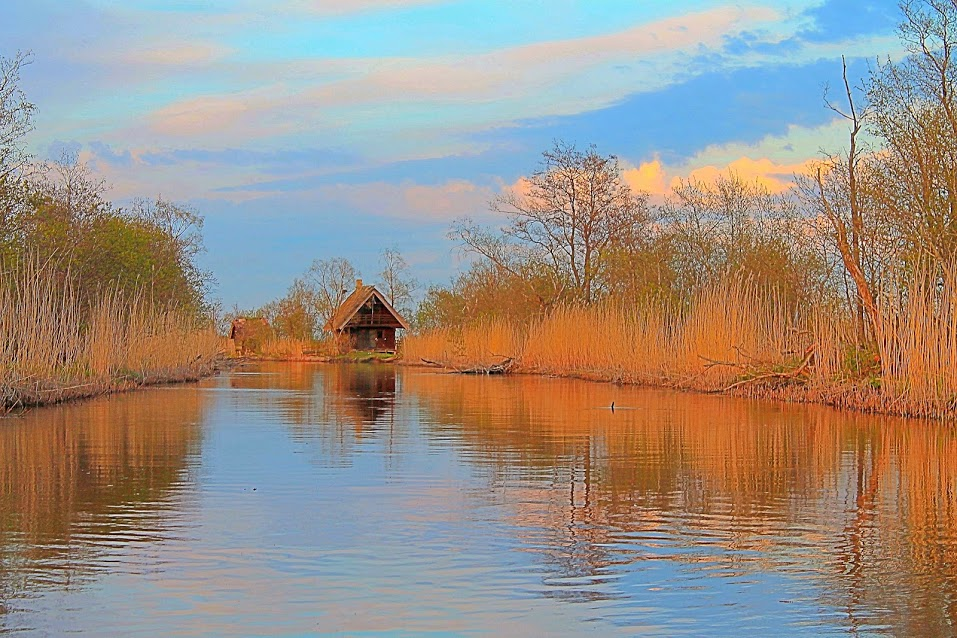
Parque nacional de Matsalu

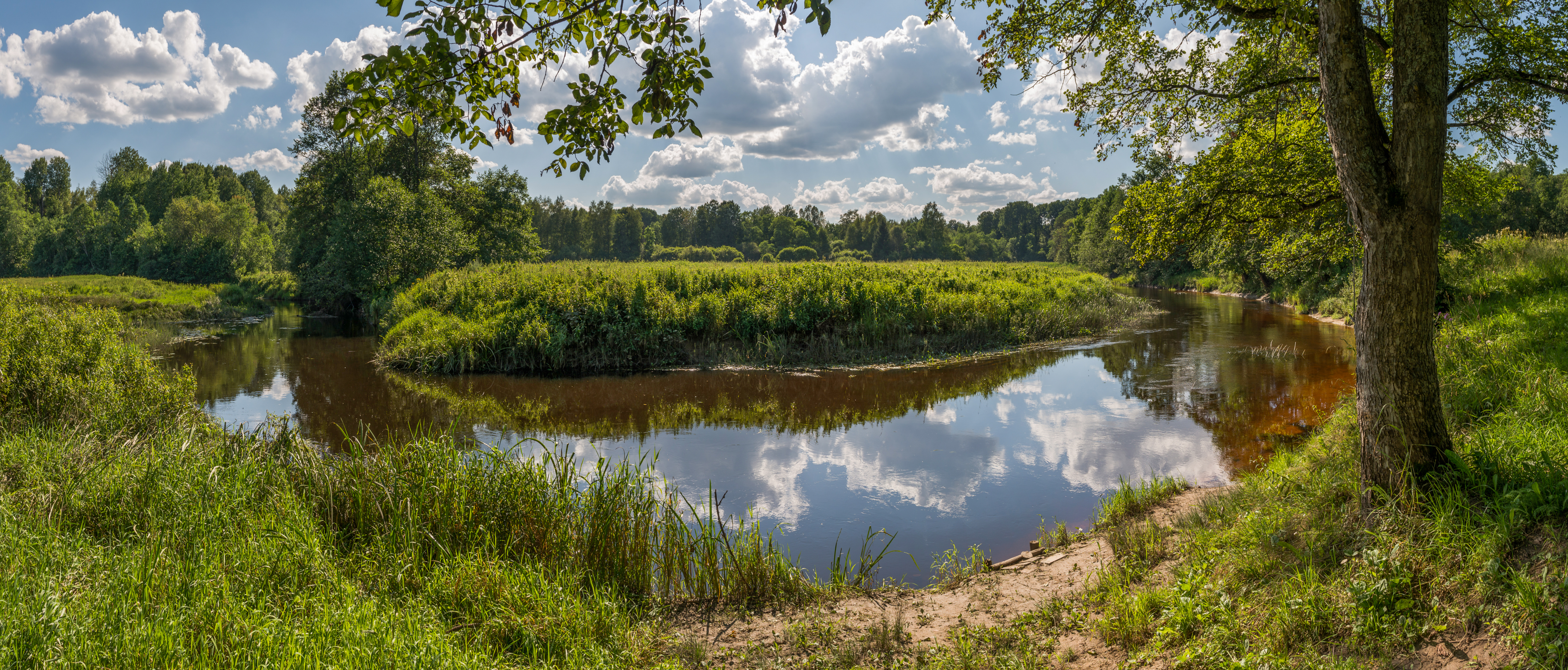
Reserva natural Alam-Pedja

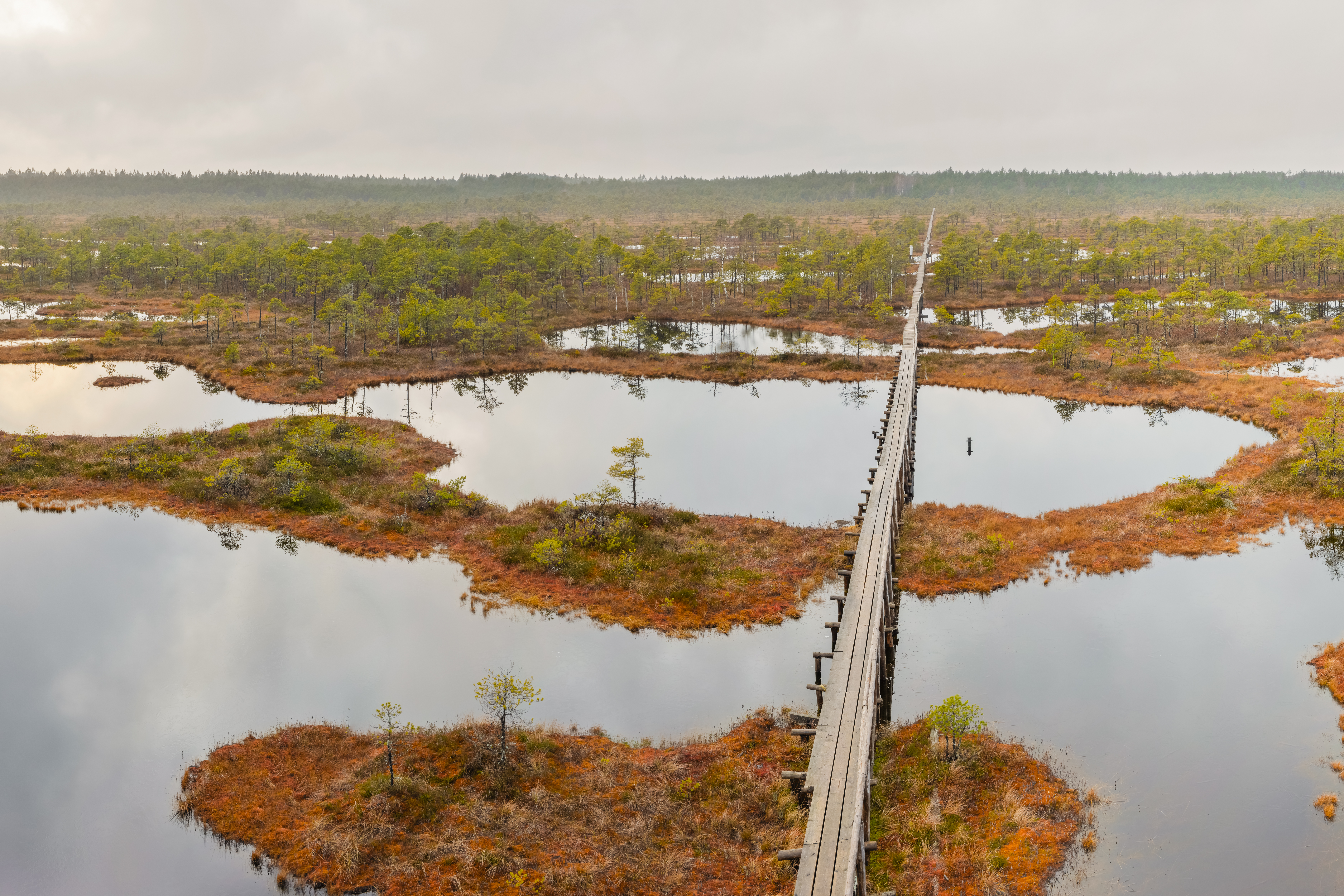
Reserva natural de Endla

Estonia es un país pequeño y densamente boscoso situado a orillas del mar Báltico. Forma parte de la región eurosiberiana del reino paleártico terrestre y de la ecorregión marina templada del Atlántico Norte. Fitogeográficamente, Estonia se reparte entre las provincias de Europa Central y Europa Oriental de la Región Circumboreal, dentro del Reino Boreal. Según la WWF, el territorio de Estonia pertenece a la ecorregión de bosques mixtos sarmáticos.
La escasa población de Estonia y sus extensas áreas forestales han permitido la supervivencia de poblaciones de lince europeo, jabalí, oso pardo y alce, entre otros animales. Se estima que Estonia tiene una población de lobos de unos 200 ejemplares, lo que se considera ligeramente superior al rango óptimo de 100 a 200. La avifauna estonia se caracteriza por aves marinas raras como el eider de Steller (Polysticta stelleri), el ánsar careto chico (Anser erythropus) y la aguja colinegra (Limosa limosa); aves de humedales como la agachadiza común (Gallinago media); aves de tierras abiertas y secas como el guión de codornices (Crex crex) y la carraca europea (Coracias garrulus); y grandes rapaces como el águila moteada (Aquila clanga). Estonia cuenta con cinco parques nacionales, incluyendo el Parque Nacional de Lahemaa, en la costa norte, el más grande. El Parque Nacional de Soomaa, entre Pärnu y Viljandi, es conocido por sus humedales. Reservas como la Reserva de Aves de la Bahía de Käina y el Parque Nacional de Matsalu (humedal de importancia internacional según la Convención de Ramsar) también son populares entre residentes locales y turistas y albergan una gran variedad de aves.

## Vertebrados

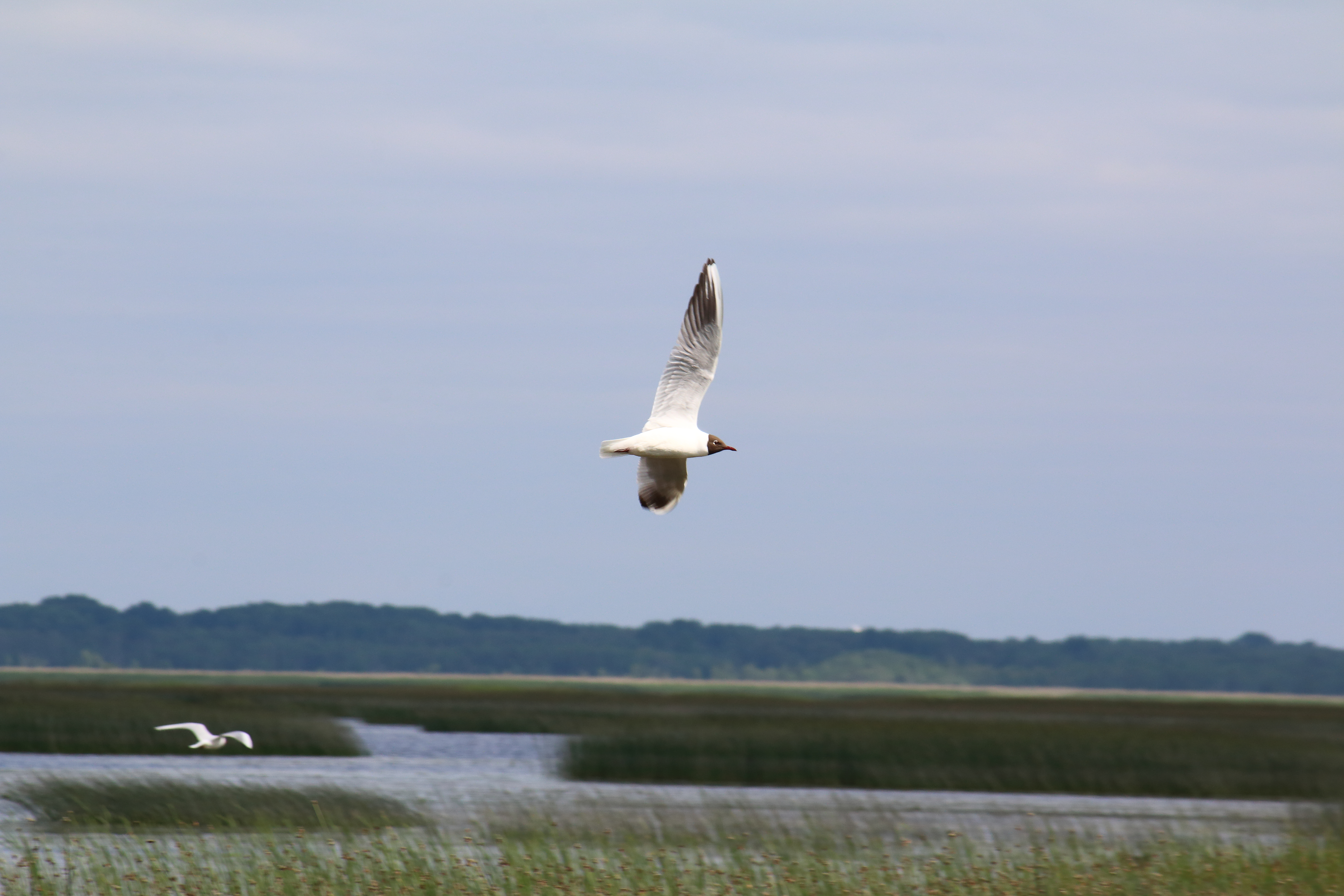
Aves en el Parque Nacional de Matsalu

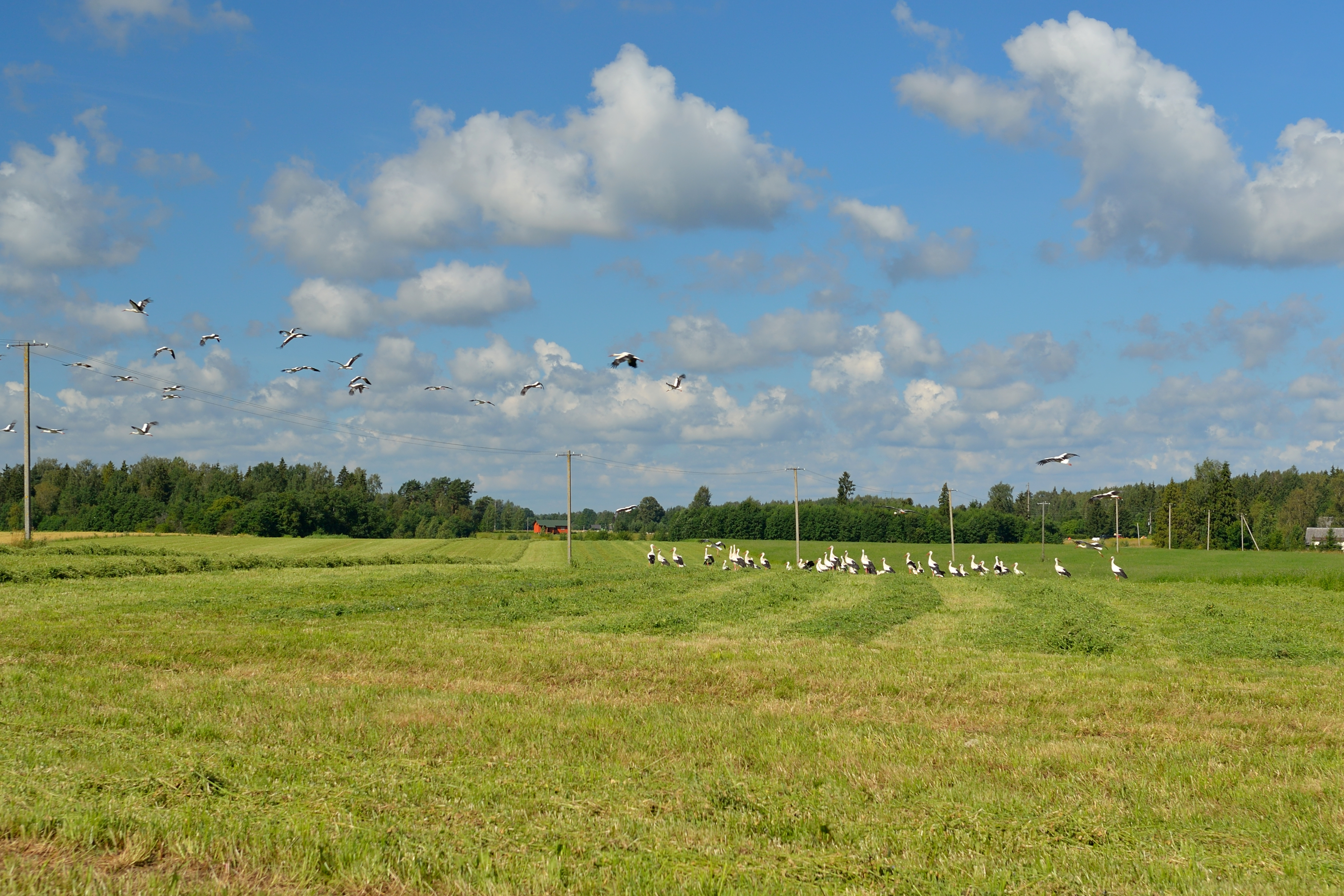
Cigüeñas blancas en la localidad de Palvere

Las mayores poblaciones de osos se encuentran en el noreste de Estonia, en los condados de Ida-Viru y Lääne-Viru. El número de osos, linces y lobos se vio afectado durante la ocupación soviética, ya que estos animales fueron objeto de una intensa persecución. Tras la protección, el número de los grandes carnívoros alcanzó su punto máximo a principios de la década de 1990, pero desde entonces ha disminuido ligeramente debido al aumento de la presión cinegética. En 2008, Estonia albergaba aproximadamente 620 osos pardos, 760 linces y 135 lobos. A principios de 2010, entre los grandes ungulados se encontraban 48,040 corzos (frente a los 63,000 de 2009), 11,741 alces europeos, 2,831 ciervos rojos y 22,642 jabalíes.
Entre sus aves destacan las águilas reales y las cigüeñas blancas. Cuenta con alrededor de una docena de parques nacionales y áreas protegidas, incluyendo el parque nacional de Lahemaa, el parque más grande del país, en la costa norte. El parque nacional Soomaa, cerca de Pärnu, es conocido por sus antiguos humedales. Reservas como la Reserva de Aves de la Bahía de Käina y la Reserva Natural de Matsalu (humedal de importancia internacional según la Convención de Ramsar) también son populares entre lugareños y turistas y albergan una gran variedad de aves.

## Invertebrados
La siguiente tabla ofrece una descripción general del número de especies de grupos de invertebrados seleccionados.
| Grupo          | Especies conocidas | Número estimado de especies |
| -------------- | ------------------ | --------------------------- |
| Ameboide       | 68                 | 140                         |
| Mastigophora   | 89                 | 200                         |
| Apicomplexa    | 13                 | 50                          |
| Ciliophora     | 176                | 300                         |
| Porifera       | 3                  | 6                           |
| Hydrozoa       | 5                  | 8                           |
| Scyphozoa      | 3                  | 3                           |
| Turbellaria    | 55                 | 200                         |
| Monogenea      | 73                 | 40                          |
| Digenea        | 110                | 130                         |
| Nemertea       | 110                | 140                         |
| Gastrotricha   | 6                  | 40                          |
| Rotifera       | 230                | 500                         |
| Nematoda       | 200                | 500                         |
| Nematomorpha   | 1                  | 5                           |
| Kinorhyncha    | 1                  | 3                           |
| Acanthocephala | 14                 | 40                          |
| Priapulida     | 1                  | ?                           |
| Polychaeta     | 6                  | ?                           |
| Oligochaeta    | 103                | 200                         |
| Bryozoa        | 7                  | 15                          |
| Gastropoda     | 74                 | 80                          |
| Bivalvia       | 62                 | 70                          |
| Crustacea      | 326                | 356                         |
| Arachnida      | 786                | 2055                        |
| Myriapoda      | 38                 | 50                          |
| Tardigrada     | 1                  | 50                          |
| Insecta        | ~10000             | 20000-21000                 |